# Eve Hewsonová
Memphis Eve Sunny Day Iris Hewsonová, nepřechýleně Hewson (* 7. červenec 1991 Dublin), je irská herečka.

## Život
Jejími rodiči jsou zpěvák Bono a podnikatelka Ali Hewsonová, má tři sourozence. Její jméno Eve je odvozeno od anglického slova „seven“ (sedm), protože se narodila sedmého dne v sedmém měsíci v sedm hodin.
Vyrůstala v dublinské čtvrti Killiney a navštěvovala místní St Andrew's College. V roce 2008 odešla do Spojených států, kde studovala na New York Film Academy a na Tisch School of the Arts. Promovala ve stejný den, kdy měl její otec převzít na Newyorské univerzitě čestný doktorát; Bono tuto poctu odmítl s tím, že raději stráví čas se svojí dcerou.
Jako herečka debutovala ve filmu Klub 27, pak se objevila v hudebním videu skupiny The Script „For the First Time“. Paolo Sorrentino ji v roce 2011 obsadil do psychologické road movie Tady to musí být. Účinkovala ve dvaceti epizodách televizního seriálu Stevena Soderbergha Knick: Doktoři bez hranic. V roce 2018 ztvárnila Maid Marian ve filmu režiséra Otto Bathursta o Robinu Hoodovi. V životopisném filmu o Nikolovi Teslovi hrála mecenášku Anne Morganovou. Psychologicky náročnou roli Adele ztvárnila v neo-noirové minisérii Ví o tobě natočené podle románu Sarah Pinboroughové. Od roku 2022 hraje s Nicole Kidmanovou a Lievem Schreiberem v seriálu Netflixu Svatba roku.
Byla nominována na cenu IFTA Film & Drama Awards a na irskou ženu roku podle časopisu Tatler. V letech 2010 až 2015 byla ve vztahu s hercem Jamesem Laffertym.

## Filmografie
| Rok  | Název                                   | Role           | Poznámky       |
| ---- | --------------------------------------- | -------------- | -------------- |
| 2008 | Klub 27                                 | Stella         |                |
| 2011 | Tady to musí být                        | Mary           |                |
| 2013 | Pokrevní pouto                          | Yvonne         |                |
| 2013 | A dost!                                 | Tess           |                |
| 2015 | Most špionů                             | Carol          |                |
| 2017 | Motýlek                                 | Nenette        |                |
| 2018 | Robin Hood                              | Marian         |                |
| 2018 | Hello Apartment                         | Ava            | krátkometrážní |
| 2019 | Podivuhodná dobrodružství Paula Harkera | Rose           |                |
| 2020 | Tesla                                   | Anne Morganová |                |
| 2023 | Flora a syn                             | Flora          |                |